# Aprostocetus oviductus
Aprostocetus oviductus är en stekelart som först beskrevs av Girault 1917.  Aprostocetus oviductus ingår i släktet Aprostocetus och familjen finglanssteklar. Inga underarter finns listade i Catalogue of Life.